# الملعب الوطني (بوخارست)

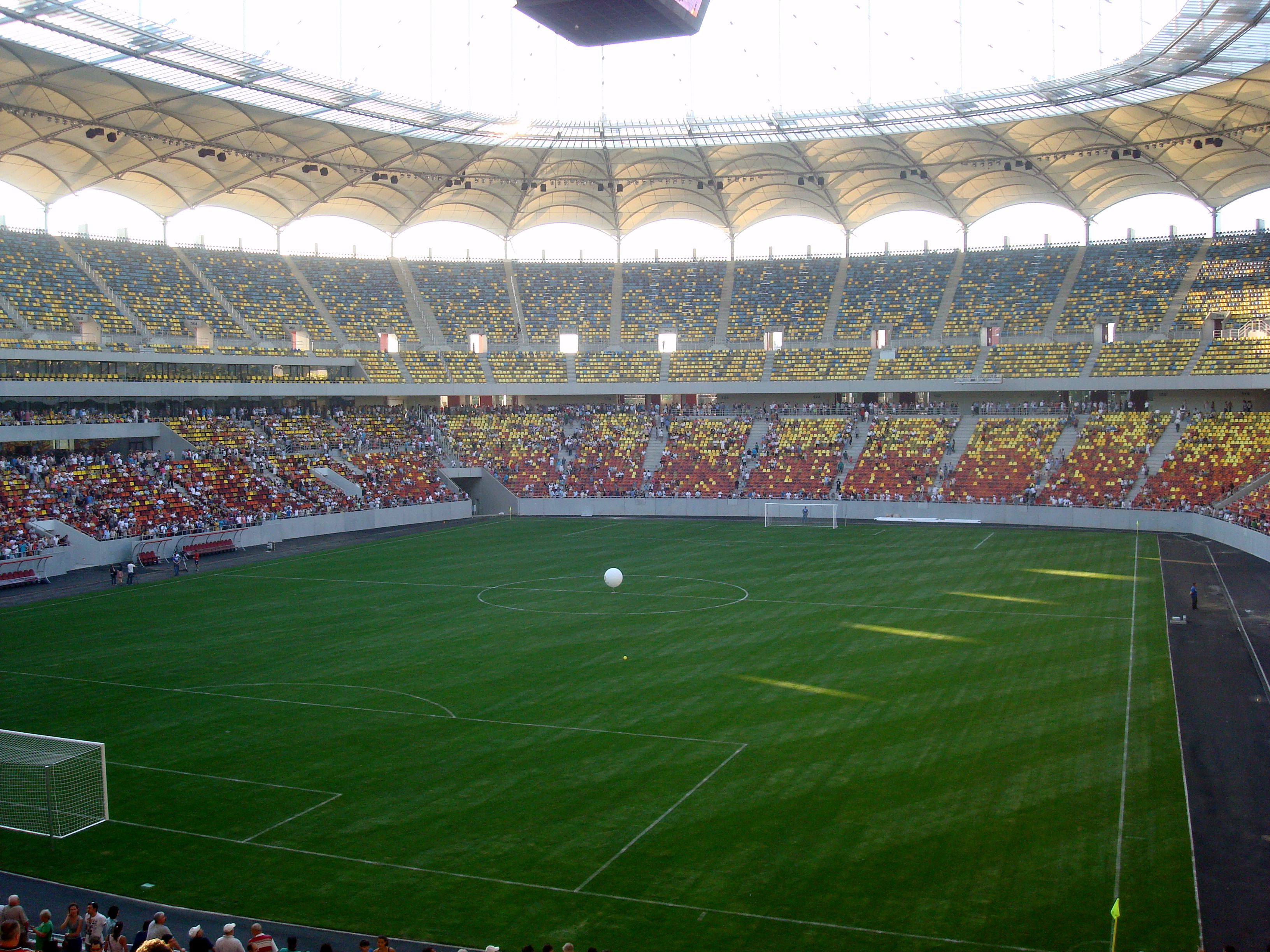
الملعب الوطني ببوخارست

الملعب الوطني (بالرومانية:Stadionul Naţional) هو ملعب كرة قدم في بوخارست، رومانيا، في مجمع ليا مانوليو الرياضي. سيستضيف الملعب مباريات منتخب رومانيا لكرة القدم، فضلا عن كأس رومانيا ونهائيات كأس السوبر الروماني. وسيقام نهائي دوري أوروبا 2012 على الملعب الجديد. وسيكون هذا أول نهائي لمسابقة كرة قدم أوروبية للأندية تستضيفه رومانيا.
تم بناء الملعب على موقع الاستاد الوطني السابق، الذي اكتمل في عام 1953. سيكون الملعب ذات التصنيف 4 بالاتحاد الأوروبي لكرة القدم.

## المرافق
سيكون الملعب قادر على استيعاب 55,600 شخص ولكن مع التوسع المحتمل إلى 63000 شخصا. سيكون 3,600 مقعد جاهز لكبار الشخصيات، وسيتم تخصيص مقاعد أخرى 126 للصحافة (مع احتمال توسيع إلى 548 مقعدا).

## التاريخ
كان من المقرر في البداية اقامة الافتتاح الرسمي في 10 أغسطس 2011، وسيضم مباراة كرة القدم بين رومانيا والأرجنتين. لكن يوم 26 يوليو، اعلنت الأرجنتين رسميا إلغاء المباراة الودية بعد اقالة مدربهم، لذلك سيتم افتتاح الملعب يوم 6 سبتمبر 2011، بمباراة بالمجموعة الرابعة من تصفيات كأس أمم أوروبا 2012 بين رومانيا وفرنسا.

### كرة قدم
| مباريات كرة قدم | مباريات كرة قدم                                             | مباريات كرة قدم | مباريات كرة قدم | مباريات كرة قدم | مباريات كرة قدم |
| تاريخ           | المسابقة                                                    | الفريق المضيف   | الفريق الضيف    | النتيجة         | عدد الحضور      |
| --------------- | ----------------------------------------------------------- | --------------- | --------------- | --------------- | --------------- |
| 6 سبتمبر 2011   | تصفيات كأس الأمم الأوروبية لكرة القدم 2012 المجموعة الرابعة | رومانيا         | فرنسا           | –               |                 |
| 7 أكتوبر 2011   | تصفيات كأس الأمم الأوروبية لكرة القدم 2012 المجموعة الرابعة | رومانيا         | بيلاروس         | –               |                 |
| 29 فبراير 2012  | مباراة ودية                                                 | رومانيا         | الأوروغواي      | –               |                 |
| 9 مايو 2012     | نهائي دوري أوروبا 2012                                      |                 |                 | –               |                 |
| 23 مايو 2012    | نهائي كأس رومانيا 2012                                      | رومانيا         | رومانيا         | –               |                 |
| 17 يوليو 2012   | كأس السوبر الروماني 2012                                    | رومانيا         | رومانيا         | –               |                 |